# Bob Charles (golfer)
Robert James Charles, KNZM, CBE (Carterton, 14 maart 1936) is een golfprofessional uit Nieuw-Zeeland.
Bob Charles is de meest geslaagde linkshandige golfer ooit. Hij heeft meer dan 70 overwinningen geboekt. Als 71-jarige heeft hij tweemaal tijdens een toernooi zijn leeftijd 'verslagen', dat wil zeggen een score binnengebracht lager dan zijn leeftijd.

## Amateur
Zijn eerste golfsucces was op 18-jarige leeftijd. Op 8 november 1954 won hij het New Zealand Open in Heretaunga met een score van 280, gelijk aan het record dat hiervoor stond. Charles besloot amateur te blijven, en behield nog zes jaar lang zijn baan bij een bank. Wel vertegenwoordigde hij zijn land regelmatig op amateurstoernooien in het buitenland.

## Professional
In 1960 werd hij uiteindelijk professional. Hij speelde eerst op de Europese Tour, waar hij in 1962 en 1974 het Zwitsers Open won. 
In 1963 won hij het Houston Open, en was de eerste linkshandige speler die ooit een Amerikaanse PGA Tour toernooi won. Enkele maanden later won hij het Brits Open, en was de eerste linkshandige speler die een Major won. Alleen Mike Weir (US Masters 2003) en Michael Campbell (US Open 2005) deden hem dat na.
In 2007 werd de 71-jarige Bob Charles uitgenodigd voor het Nieuw-Zeeland Open. Hij scoorde 75-68-71-70=284, gemiddeld zijn leeftijd en werd hij de oudste speler die op de Europese Tour de cut haalde. In 2012 maakte hij tijdens het Bad Ragaz Senior Open een ronde van 66! Hij is de oudste speler die ooit de cut op de Europese Tour heeft gehaald. Hij eindigde met -4 op de 23ste plaats.
Charles heeft op de Senior PGA Tour (huidige Champions Tour) gespeeld en daar nog 23 overwinningen behaald. Ook won hij tweemaal het Senior British Open (1989, 1993).

In november 2008 is Bob Charles toegevoegd aan de World Golf Hall of Fame.

## Onderscheidingen
- 1972: Member van de Orde van het Britse Rijk (MBE)
- 1992: Commandeur van de Orde van het Britse Rijk (CBE)
- 1999: Sir Bob Charles.
- 2010: Orde van Nieuw-Zeeland[1]

## Gewonnen

#### Amerikaanse PGA Tour
- 1963: Houston Classic, The Open Championship
- 1965: Tucson Open Invitational
- 1967: Atlanta Classic
- 1968: Canadian Open
- 1974: Greater Greensboro Open

#### Europese PGA Tour
- 1972: John Player Classic, Dunhill Masters
- 1973: 1° Scandinavian Enterprise Open
- 1974: 28° Swiss Open

#### Australaziatische PGA Tour
- 1954: New Zealand Open (als amateur)
- 1961: New Zealand PGA Championship
- 1966: New Zealand Open
- 1970: New Zealand Open
- 1973: New Zealand Open
- 1978: Air New Zealand/Shell Open
- 1979: New Zealand PGA Championship
- 1980: New Zealand PGA Championship

#### Elders
- 1961: Bowmaker Tournament, Caltex Open
- 1962: Daks Tournament (tie met Dai Rees), Caltex Open, Swiss Open
- 1963: Watties Open
- 1966: Watties Open, Caltex Open
- 1968: Watties Open
- 1969: Piccadilly World Match Play Championship
- 1973: South African Open
- 1983: Tallahassee Open

#### Senior PGA Tour
- 1987: Vintage Chrysler Invitational, GTE Classic, Sunwest Bank Charley Pride Senior Golf Classic
- 1988: NYNEX/Golf Digest Commemorative, Sunwest Bank Charley Pride Senior Golf Classic, Rancho Murieta Senior Gold Rush, Vantage presents Bank One Senior Golf Classic, Pepsi Senior Challenge
- 1989: GTE Suncoast Classic, NYNEX/Golf Digest Commemorative, Digital Seniors Classic, Sunwest Bank Charley Pride Senior Golf Classic, Fairfield Barnett Space Coast Classic
- 1990: Digital Seniors Classic, GTE Kaanapali Classic
- 1991: GTE Suncoast Classic
- 1992: Raley's Senior Gold Rush, Transamerica Senior Golf Championship
- 1993: Doug Sanders Celebrity Classic, Bell Atlantic Classic, Quicksilver Classic
- 1995: Hyatt Regency Maui Kaanapali Classic
- 1996: Hyatt Regency Maui Kaanapali Classic

#### European Seniors Tour
- 1989: Senior British Open
- 1993: Senior British Open

#### Elders
- 1986: Mazda Champions (met Amy Alcott)
- 1987: Mauna Lani Invitational
- 1988: Fuji Electric Grandslam, 1st National Bank Classic
- 1989: Fuji Electric Grandslam,
- 1990: Fuji Electric Grandslam, Kintetsu Home Senior, Daikyo Senior Invitational
- 1991: Kintetsu Home Senior
- 1998: Office Depot Father/Son Challenge (with son David)
- 2004: Liberty Mutual Legends of Golf - Raphael Division (met Stewart Ginn)
- 2009: Liberty Mutual Legends of Golf - Demaret Division (met Gary Player)